# Ígor Tamm
Ígor Ievguènievitx Tamm, rus: И́горь Евге́ньевич Та́мм, (Vladivostok, Rússia, 1895 – Moscou, 1971) fou un físic soviètic guardonat l'any 1958 amb el Premi Nobel de Física.

## Biografia
Va néixer a la ciutat russa de Vladivostok el 8 de juliol de 1895, tot i que de ben petit es va traslladar juntament amb la seva família a Ielízavetgrad (Kropivnitski), a Ucraïna. El 1918, va començar a estudiar física a la Universitat d'Edimburg juntament amb Borís Hessen, que continuà posteriorment a la Universitat de Moscou, on es graduà l'any 1918. El 1928, Ígor Tamm col·laborà durant uns mesos amb Paul Ehrenfest a la Universitat de Leiden.
Tamm va morir a la ciutat de Moscou el 12 d'abril de 1971.

## Recerca científica
L'any 1958 fou guardonat amb el Premi Nobel de Física, juntament amb Pàvel Aleksèievitx Txerenkov i Ilià Frank, «pel descobriment i la interpretació de la radiació Txerenkov». Tamm i Frank realitzaren l'explicació teòrica sobre el model exposat per Pàvel Txerenkov, anomenada radiació Txerenkov; aquest model succeeix quan les partícules viatgen en un medi òpticament transparent a una velocitat superior a la velocitat de la llum.
Posteriorment, el Premi Nobel de la Pau Andrei Dmítrievitx Sàkharov va proposar a Tamm el confinament de plasma extremadament ionitzat per camps magnètics tòrics com a mètode de control de la fusió termonuclear
Va ser nomenat Heroi del Treball Socialista el 1953, i rebé a més un orde de Lenin i un orde de la Bandera Roja del Treball. A part, va guanyar dos Premis Stalin (1946 i 53) i la Medalla d'Or Lomonóssov (1967).